# Paratelmatobius pictiventris
Paratelmatobius pictiventris är en groddjursart som beskrevs av Lutz in Lutz och Carvalho 1958. Paratelmatobius pictiventris ingår i släktet Paratelmatobius och familjen tandpaddor. Inga underarter finns listade i Catalogue of Life.